# La vita è strana
La vita è strana è il secondo album del cantante italiano Luca Dirisio, pubblicato nel febbraio del 2006 in seguito alla partecipazione dell'artista al Festival di Sanremo con il brano Sparirò. Oltre a quest'ultimo, dall'album sono stati estratti i singoli: La ricetta del campione, L'isola degli sfigati e Se provi a volare, brano facente parte della colonna sonora del film High School Musical.

## Tracce
Testi e musiche di Luca Dirisio, in un brano anche Giuliano Boursier.
1. L'isola degli sfigati - 2:45
2. Stufa calda - 4:20
3. Piange il sole - 3:11
4. La ricetta del campione - 3:19
5. Sparirò - 3:44
6. Devi Darmi Di Più - 4:32
7. Hotel cervo - 3:14
8. Giù Amore - 3:46
9. Crisi di governo - 3:47
10. Niente è perso - 5:29
11. La vita è strana - 3:28
12. Piantagioni di spezie - 3:27
13. Se provi a volare - 3:27

## Formazione
- Luca Dirisio - voce, cori
- Giorgio Secco - chitarra acustica, chitarra classica, chitarra elettrica
- Giuliano Boursier - pianoforte, programmazione, sintetizzatore, tastiera elettronica|tastiera
- Elvezio Fortunato - chitarra acustica, chitarra elettrica
- Marco Mariniello - basso elettrico|basso
- Diego Corradin - batteria (strumento musicale)|batteria
- Fabrizio Frigeni - chitarra acustica, chitarra elettrica
- Marco Antonio Guimaraes Bacchereti - strumento a percussione|percussioni
- Julia St. Louis, Beppe Dettori, Elena Yuille - cori

## Classifiche
| Classifica (2006) | Posizione massima |
| ----------------- | ----------------- |
| Italia            | 25                |